# Albańczycy w Bośni i Hercegowinie
Albańczycy w Bośni i Hercegowinie – albańska mniejszość narodowa na terenie Bośni i Hercegowiny, szacowana na 8–10 tys. osób.

## Historia
Ludność albańska była obecna na terenach Bośni i Hercegowiny już w czasach osmańskich, następnie austro-węgierskich oraz jugosłowiańskich. Po II wojnie światowej miał miejsce przypływ Albańczyków do Socjalistycznej Republiki Bośni i Hercegowiny, funkcjonującej w ramach Socjalistycznej Federacyjnej Republiki Jugosławii; ludność ta przybywała z komunistycznej Albanii, ale także z Kosowa, Czarnogóry i Macedonii. Przybyli pracowali głównie jako rzemieślnicy, osiedlali się w miejscowościach m.in. Banja Luka, Bijeljina, Brczko, Doboj, Mostar, Sarajewo, Trebinje, Tuzla i Zenica. Od 1970 do 1981 roku w Sarajewie działała szkoła podstawowa, w której nauczany był język albański.
W 1991 roku SR BiH zamieszkiwało około 5 tys. Albańczyków, natomiast po uzyskaniu niepodległości przez Bośnię i Hercegowinę liczba ta wzrosła i szacunki wahają się między 8 a 10 tys. Zdecydowana większość z nich zamieszkuje Federację Bośni i Hercegowiny – jedną z części składowych kraju. Z kolei druga część składowa, tj. Republika Serbska, jest praktycznie niezamieszkana przez albańską społeczność.
Większość Albańczyków w BiH wyznaje islam, ze względu na asymilację oprócz języka albańskiego mniejszość ta posługuje się także językiem bośniackim.

## Albańskie nazwy i nazwiska w Bośni i Hercegowinie
Niektóre bośniacko-hercegowińskie miejscowości biorą swoją nazwę z języka albańskiego, między innymi Arbanasi, Arbanaška, Arnauti, Arnautovići, Korča. Część powszechnych nazwisk w Bośni i Hercegowinie jest pochodzenia albańskiego, m.in. Arnautović (od nazwiska Arnaut), Bajgorić (od nazwiska Bajgora), Baltić (od nazwiska Balta), Bušatlić (od nazwiska Bushatlija), Gegić (od nazwiska Gega) bądź Toskić (od nazwiska Toska).